# Коноша
Ко́ноша — посёлок городского типа в Архангельской области. Административный центр Коношского района и Коношского городского поселения. Узловая станция Северной железной дороги - Коноша I.

## История
11 июня 1894 года было утверждено шестое дополнение к уставу Общества Московско-Ярославско-Архангельской железной дороги «О сооружении Вологодско-Архангельской железной дороги». Согласно этому дополнению было поручено построить узкоколейную дорогу в один путь от станции Вологда до города Архангельска.
В 1896 году железная дорога подошла к болоту, где предстояло построить станцию Коноша. В том же году начато строительство вокзала, казармы и барака для железнодорожных рабочих. На берегу Нижнего озера строится насосная станция с жилым домом, существующим и в настоящее время.
22 октября 1898 года было открыто постоянное движение на железной дороге «Вологда — Архангельск». К этому времени все путевые постройки были уже выстроены. Были построены пассажирское здание (вокзал), жилые деревянные дома, бани. Из-за болотного грунта пассажирская платформа на станции была сделана деревянной, на сваях. Административно Коноша относилась к Кремлевской волости Кадниковского уезда Вологодской губернии.
К 1900 году в Коноше стояло 12 домов, из них три магазина.
В Первую мировую войну с закрытием западной границы военная помощь Антанты России шла через Архангельск, и железная дорога от Архангельска к центру страны из второстепенной стала основной. В 1915 году участок узкоколейной железнодорожной линии от Вологды через Коношу до Няндомы был перешит на широкую колею, а в 1916 году ширококолейной стала оставшаяся часть железной дороги до Архангельска.
10 января 1918 в Кадниковском уезде провозглашена Советская власть. Во время Гражданской войны, после отпадения Архангельска от центральной России, Коноша фактически стала административной границей Советской России на севере и прифронтовой зоной. Около северного семафора были вырыты окопы и установлена колючая проволока. По Вельскому тракту (Октябрьский проспект) тоже были вырыты окопы. На станцию стали прибывать войска. Воинские части также были в соседних деревнях Верхняя и Глубокое. В 1918 году в Коноше собирают добровольцев в отряды красногвардейцев для отправки в Вологду, для подавления Ярославского восстания. В 1919 году в Коноше собирают добровольцев для формирования бронепоезда, действовавшего против белых и интервентов в районе станции Плесецкая.
В 1920 году в Коноше была открыта начальная школа.
Во второй половине 1920-х годов Коноша становится центром Кремлёвской волости Кадниковского уезда Вологодской губернии. Переселявшиеся в Коношу окрестные крестьяне ставили дома в районе улицы Советской и проспекта Октябрьский, которые положили начало планировке Коноши.
15 июля 1929 года был образован Коношский район, который вошел в состав Няндомского округа. Постановлением ЦИК и СНК СССР от 23 июля 1930 года «О ликвидации округов» Няндомский округ, как и большинство остальных округов СССР, был упразднён. Его районы отошли в прямое подчинение Северного края. В 1931 году Коношский район был ликвидирован, и Коноша вошла в состав Няндомского района. Однако в 1935 году Коношский район был восстановлен, и к Коноше снова вернулся статус райцентра.
В начале 1930-х в Коноше появились коношский лесозавод (1929), коношский леспромхоз (1930 год), телеграф и телефонный коммутатор на 60 номеров (1930), паровозное депо (1932 год). В 1935 году открылся радиоузел. В 1934—1937 годах строятся вагоно-ремонтное предприятие, железнодорожная ветка на Вельск, вторые железнодорожные пути на Архангельск.
С образованием Коношского района в поселке появились районный клуб, районная библиотека, пожарная часть, электростанция, сберкасса, ветеринарная амбулатория. Строятся Коношеозерская школа и больница, средняя школа. Открыт детдом в Коношеозерье (1935 год). На берегу Нижнего озера создана зона отдыха с комплексом спортивных тренажеров. У бывшего лесничества построена парашютная вышка (1936 год) высотой 36 метров.
В годы Великой Отечественной войны железнодорожные предприятия Коноши обеспечивали бесперебойную работу Печорской линии, подающей воркутинский уголь в центральные районы страны, и Архангельской линии, по которой шли ленд-лизовские грузы. В Коноше размещалось три эвакогоспиталя. Близ Коноши в 1942 году был высажен разведывательный немецкий десант для развертывания наступательной операции от станции Коноша на Вологду.
Послевоенные годы были связаны с развитием железнодорожного транспортного узла, развиваются лесозаготовительная и сельскохозяйственная отрасли. В 1980-е годы в Коноше разворачиваются большие комсомольские стройки: строятся комбикормовый завод и свинокомплекс на 54 тысячи голов, энергоёмкие предприятия, не обеспеченные местной ресурсной базой. Сырье для переработки в комбикорм предполагалось привозить из других регионов страны.

## Население
| 1959    | 1970    | 1979    | 1989    | 2002    | 2009    | 2010    | 2011    | 2012    |
| ------- | ------- | ------- | ------- | ------- | ------- | ------- | ------- | ------- |
| 13 769  | ↘13 312 | ↗15 327 | ↗17 143 | ↘12 873 | ↘11 854 | ↗12 432 | ↘12 388 | ↘12 060 |
| 2013    | 2014    | 2015    | 2016    | 2017    | 2018    | 2019    | 2020    | 2021    |
| ↘11 743 | ↘11 509 | ↘11 292 | ↘11 103 | ↘10 969 | ↘10 904 | ↘10 739 | ↘10 683 | ↘10 470 |
| 2023    |         |         |         |         |         |         |         |         |
| ↘10 317 |         |         |         |         |         |         |         |         |

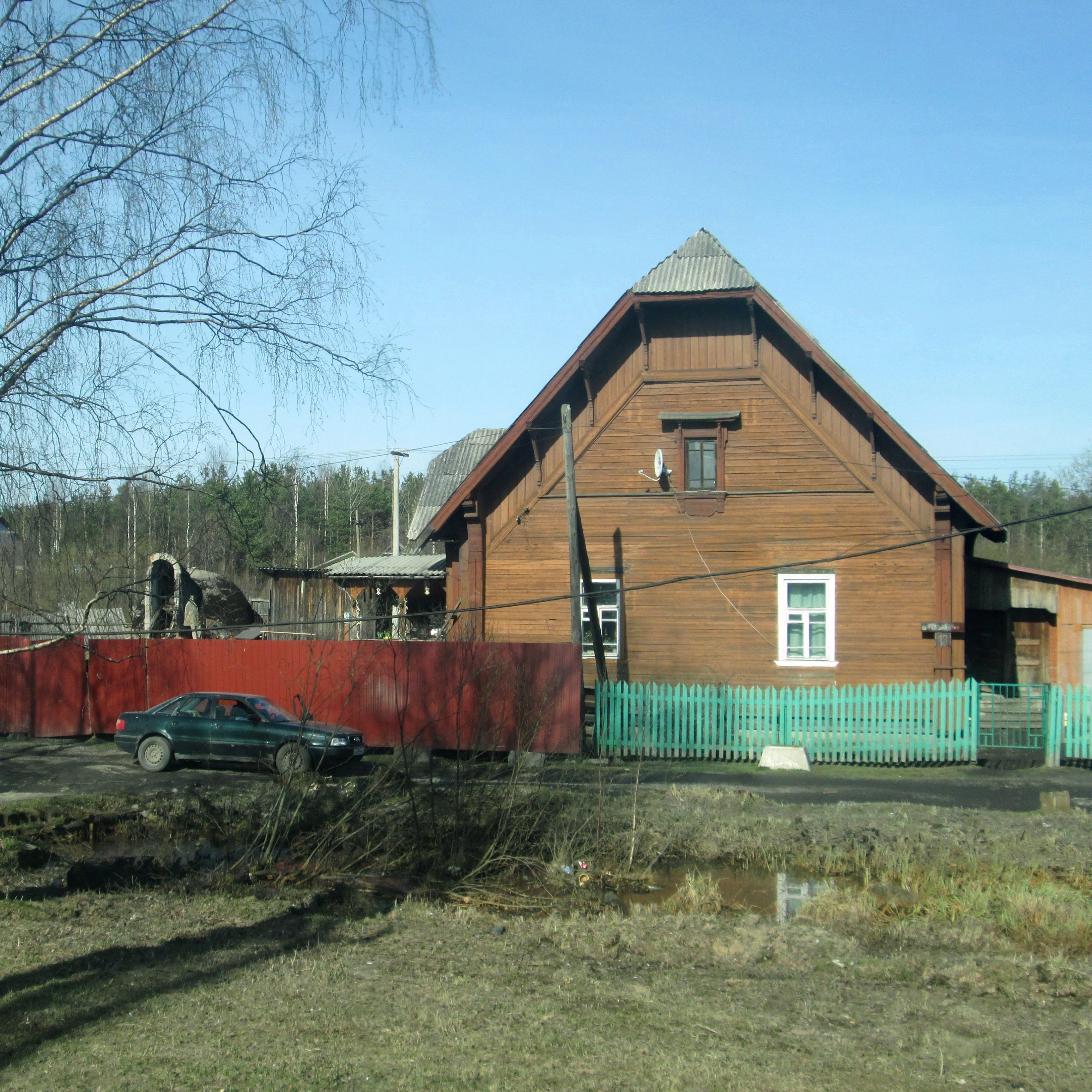
Дом у вокзала

В 1920 году в Коноше проживало 368 человек.
Национальный состав
По итогам переписи населения 2020 года проживали следующие национальности (национальности менее 0,1 % и другое, см. в сноске к строке «Другие»):
| Национальность | Численность, чел. | Доля     |
| -------------- | ----------------- | -------- |
| Русские        | 10 171            | 97,14 %  |
| Украинцы       | 40                | 0,38 %   |
| Цыгане         | 31                | 0,30 %   |
| Таджики        | 12                | 0,11 %   |
| Белорусы       | 11                | 0,11 %   |
| Армяне         | 11                | 0,11 %   |
| Другие         | 194               | 1,85 %   |
| Итого          | 10 470            | 100,00 % |

## Экономика
Коноша — крупный железнодорожный узел (Коноша I) Северной железной дороги, начальный пункт Печорской железнодорожной магистрали.
Крупнейшие предприятия Коноши:
- Коношское автотранспортное предприятие
- Путевая машинная станция № 65 Северной ж.д.
- Вагонное депо ВЧД-9
- Предприятие «Втормет» (переработка отходов черных металлов)
- Предприятие «Зернохлеб» (мука)
- Хлебозавод (хлеб и хлебобулочные изделия)
- Коношский межхозяйственный лесхоз
- Коношский лесхоз
- Коношская районная типография

## Достопримечательности
- Коношский районный краеведческий музей[22]
- Храм Преподобного Серафима Саровского[23]

## Радио
- 67,91 (Молчит) Радио России / Радио Поморье
- 102,6 Радио России / Радио Поморье

## Люди, связанные с посёлком
- В 24 км от Коноши, в деревне Норенская, отбывал ссылку будущий нобелевский лауреат Иосиф Бродский
- Белевитин, Александр Борисович (р. 1959) — бывший генерал-майор, начальник Главного военно-медицинского управления Министерства обороны Российской Федерации, Военно-медицинской академии им. С. М. Кирова. Приговорен к лишению свободы за получение взятки